# Synophis bogerti
Espèce
Synophis bogerti est une espèce de serpents de la famille des Dipsadidae.

## Répartition
Cette espèce est endémique de la province de Napo en Équateur. Elle se rencontre entre 1 000 et 1 750 m d'altitude.

## Description
Le mâle holotype mesure 367 mm de longueur standard et  184 mm de queue.

## Étymologie
Cette espèce est nommée en l'honneur de Charles Mitchill Bogert.

## Publication originale
- Torres-Carvajal, Echevarría, Venegas, Chávez & Camper, 2015 : Description and phylogeny of three new species of Synophis (Colubridae, Dipsadinae) from the tropical Andes in Ecuador and Peru. ZooKeys, no 546, p. 153-179 (texte intégral).